# 젤랄 아티크
젤랄 아티크(튀르키예어: Celal Atik, 1918년~1979년 4월 27일)는 튀르키예의 레슬링 선수, 지도자로 1948년 하계 올림픽에서 남자 자유형 라이트급 금메달을 획득했다. 현역 은퇴 후에는 1955년부터 1979년까지 튀르키예 레슬링 대표팀 코치를 맡았으며 국제 레슬링 연맹 초청으로 전임 지도자를 역임하여 레슬링 선수와 지도자를 양성했다.